# Pleuroprucha pyrrhularia
Pleuroprucha pyrrhularia là một loài bướm đêm trong họ Geometridae.